# Варегово (Вареговское сельское поселение)
В Большесельском районе ещё три населённых пункта с таким названием, деревня Варегово, находится на южной окраине Варегова болота, деревни Старое Варегово и Лесное Варегово, на юго-западе и на северо-западе от болота.
Ва́регово — село в Большесельском районе Ярославской области России. 
В рамках организации местного самоуправления является центром Вареговского сельского поселения, в рамках административно-территориального устройства — центром Вареговского сельского округа.

## География
Расположено в 40 километрах к западу от Ярославля и в 21 километрах к северо-востоку от райцентра, села Большое Село. 
В селе находится железнодорожная станция Варегово (ранее — Широкая) — на тупиковой ветке в 4 км от станции Ваулово на линии Ярославль — Рыбинск.

## Население
| 1939 | 1959  | 1970  | 1979  | 1989  | 2007  | 2010 |
| ---- | ----- | ----- | ----- | ----- | ----- | ---- |
| 3110 | ↗5907 | ↘4207 | ↘3080 | ↘2106 | ↘1044 | ↘967 |

Согласно результатам переписи 2002 года, в национальной структуре населения русские составляли 96 % из 1082 жителей.

## История
В советское время в Варегово были развиты следующие виды деятельности:
- добыча торфа фрезерным способом
- металлообработка
- Разведение зеркального карпа в искусственных водоёмах

В 1934 году Варегово получило статус посёлка городского типа. В 1992 году он был отнесён к сельским населённым пунктам как село.

## Социальная сфера
Средняя школа, вместимостью 380 человек, число обучающихся — 82 человека. Детский сад вместимостью 25 человек. Клуб на 100 мест. Библиотека с 14,6 тысяч томов.
Амбулатория на 20 посещений в смену.
Стадион и спортивный зал.

## Инженерная инфраструктура
Распределительная электроподстанция РП 35/10 кВ. Водоснабжение от артезианских скважин. Газоснабжение привозным баллонным газом. Теплоснабжение от поселковой мазутной котельной.
Почтовое отделение связи.

## Улицы
В селе имеются улицы:
| - 1-я Железнодорожная - 2-я Железнодорожная - 3-я Железнодорожная - 8 Марта - Больничная - Верный Путь - Гражданская - Депутатская | - Железнодорожная - Калинина - Комсомольская - Механическая - Мира - Новый Путь - Первомайская - Полевая - Февральская | - Пролетарская - Рабочая - Свободы - Советская - Станционная - Стахановская - Техническая - Транспортная | - Труда - Февральская - Центральная - Чапаева - Чкалова - Шагвалеева - Школьная - Ярославская |  |